# Pentacalia polymera
Pentacalia polymera là một loài thực vật có hoa trong họ Cúc. Loài này được (Klatt) Cuatrec. mô tả khoa học đầu tiên năm 1981.